# Echium sabulicola
Echium sabulicola là loài thực vật có hoa trong họ Mồ hôi. Loài này được Pomel mô tả khoa học đầu tiên năm 1874.